# Pírcing genital
| Pírcing genital femení: pírcing Nefertiti (enmig) i pírcing Christina (als costats) |  | Pírcing genital femení: pírcing Nefertiti (enmig) i pírcing Christina (als costats) |
| Pírcing genital femení: pírcing Nefertiti (enmig) i pírcing Christina (als costats) |  | Pírcing genital masculí: pírcing Prince Albert                                      |

El pírcing genital és una forma de pírcing que implica perforar una part dels genitals, creant així un lloc adequat per a l'ús de diferents tipus de joieria. No obstant això, el terme també es pot utilitzar pars pro toto per a mostrar tots els pírcings a l'àrea de l'anus, el perineu, els genitals i el mont de Venus, que incluen els pírcings anal, guiches i pírcings púbic que no impliquen perforació de genitals.
Els pírcings genital es poden fer en homes o dones, amb diverses formes de pírcings disponibles. El motiu principal per als dos sexes és l'embelliment i la individualització. A més, alguns pírcings augmenten el plaer sexual augmentant l'estimulació.
Els pírcings genital es poden trobar a moltes societats tribals, especialment a l'Àsia meridional i oriental, on ha estat part de la pràctica tradicional des de l'antiguitat.
Els primers registres de pírcing genital es troben en el Kama Sutra, que es va escriure fa més de 2000 anys.

## Història
Se suposa que el lloc de l'origen de la tradició dels pírcings genital és el sud-est d'Àsia, amb pírcings tradicionals que es troben en tribus que van des de l'Índia fins a Borneo. Els pírcings genitals tenen una llarga tradició, amb fonts que esmenten l'apadravya, un tipus de pírcing genital masculí, ja en el Kama Sutra (segle ii).
L'ampallang, un pírcing similar (que passa horitzontalment a través del gland en lloc fer-ho verticalment), es troba a diferents tribus de Sarawak i Sabah a l'illa de Borneo. Els pírcings genital es van introduir per primera vegada als països occidentals durant el segle xix, mitjançant informes etnogràfics realitzats per exploradors. L'explorador neerlandès Anton Willem Nieuwenhuis va descriure en el seu historial etnogràfic In Centraal Borneo: reis van Pontianak naar Samarinda, documentant el seu viatge per Borneo en 1897 el procediment per a realitzar un pírcing ampallang:
| Faquirs indis, on un d'ells porta un pírcing ampallang amb una gran peça de joieria, entre 1870-1880 |  | Faquirs indis, on un d'ells porta un pírcing ampallang amb una gran peça de joieria, entre 1870-1880 |
| Faquirs indis, on un d'ells porta un pírcing ampallang amb una gran peça de joieria, entre 1870-1880 |  | Dos Kenyah-Diak, amb arracades estil barbell en un pírcing ampallang. Borneo, 1920                   |

| «                          | Per tal d'obtenir el grau d'adult, els joves estan subjectes, així com la pràctica del tatuatge, a un altre ritual, anomenat «foradar el gland del penis». Aquesta operació procedeix com segueix: primer, el flux de sang en el gland es deté mitjançant la inserció del penis en els orificis de dues canyes de bambú diferents (o entre dues tires de bambú que es van doblegant) i després es mouen les canyes de manera que es desalineen els forats. D'aquesta manera, un cop fixades les canyes, el gland està literalment pressionat i, per tant, el fa menys sensible a la perforació duta a terme amb una agulla de coure; antigament s'utilitzava per a aquest propòsit un pal de bambú punxegut. Una vegada que s'ha fet la perforació es retiren les canyes, mentre que l'agulla queda en el forat practicat fins que es guareixi. Posteriorment, l'agulla de coure original es reemplaça per una altra (utang), que es fa servir en totes les ocasions, excepte quan es fan treballs pesats o operacions extenuants, que llavors es canvia per una agulla de fusta. Els homes particularment valents gaudeixen de la prerrogativa del cap per poder portar al penis un anell fet amb escates de pangolí i dents bisellades; de vegades també es fa un segon forat que travessa el primer. A més dels propis kayans, aquesta perforació també es practicada per moltes tribus de Malàisia ubicades en el curs superior del riu Kapuas. El dolor experimentat durant aquesta operació no sembla tan dolenta, i només poques vegades té conseqüències greus, malgrat que la recuperació completa del penis sovint pot trigar un mes. | » |
| — Anton Willem Nieuwenhuis | |   |

El pírcing genital es va convertir en una tendència de curta durada a finals del segle xix, en particular per a les classes altes de la societat:
| «              | […] va ser durant l'època victoriana que es va reincorporar la pràctica del pírcing al món occidental. Molts homes i dones de la reialesa victoriana van optar per fer-se pírcings als genitals i als mugrons. | » |
| — B. G. Larkin | |   |

No obstant això, la popularitat va tornar a disminuir, i els pírcings genitals es van convertir en una cosa poc freqüent al món occidental fins a la segona meitat del segle xx. A la dècada de 1970, van ser introduïts a l'emergent «comunitat de la modificació corporal» pels primers pioners dels pírcings en occident, com Jim Ward i Doug Malloy, molts d'ells associats amb el llegendari estudi de pírcing The Gauntlet a Los Angeles. Amb l'arribada de la revista Piercing Fans International Quarterly (PFIQ, Revista internacional trimestral d'afeccionats al pírcing) el 1977, es va ficar a disposició d'una comunitat més àmplia la informació sobre pírcings genital. Els pírcings genital van ser posteriorment practicats pel moviment primitiu modern, que es va desenvolupar durant els anys vuitanta a l'àrea de la badia de San Francisco. Tanmateix, només fins al segle xxi, el pírcing genital es va limitar a la subcultura de modificació corporal.
| Els pírcings genital s'han tornat cada vegada més populars a partir de la primera dècada del segle xxi: dona amb un pírcing vertical al prepuci clitorial (esquerra), home amb un pírcing Prince Albert (dreta) |  | Els pírcings genital s'han tornat cada vegada més populars a partir de la primera dècada del segle xxi: dona amb un pírcing vertical al prepuci clitorial (esquerra), home amb un pírcing Prince Albert (dreta) |
| Els pírcings genital s'han tornat cada vegada més populars a partir de la primera dècada del segle xxi: dona amb un pírcing vertical al prepuci clitorial (esquerra), home amb un pírcing Prince Albert (dreta) |  | |

Igual que els pírcings al mugró, els pírcings genital es van fer cada vegada més populars i van formar part de la cultura dominant en la segona dècada del segle xxi, amb gent «bona i normal» que els recolzava. Estadísticament, les persones que actualment es fan pírcings genitals als Estats Units són predominantment caucàsics, d'edat avançada i amb educació superior. Moltes celebritats com Christina Aguilera, Fantasia Barrino, Pete Doherty, Lady Gaga, Janet Jackson, Lenny Kravitz, Katarina Waters o Pete Wentz, van afirmar que tenen pírcings genital o tenen planejat ficar-se'l. En l'actualitat, els pírcings genital tenen una demanda creixent, especialment en una població jove d'edat avançada.
Pel que fa als pírcings genital en dones, Marilyn W. Edmunds, professora adjunta de la Universitat Johns Hopkins, afirma que:
| «                    | Les dones amb pírcings genitals ja no estan en la franja social o part de la cultura «punk» que estan experimentant amb comportaments «socialment provocadors». Durant els últims 30 anys, el pírcing genital s'ha convertit en un corrent principal, i les dones se'l fiquen per diversos motius. | » |
| — Marilyn W. Edmunds | |   |

No obstant això, segons Chelsea Bunz, professional del pírcing de la Gran Bretanya, el clar augment de la popularitat podria ser un efecte de l'augment de persones que parlen obertament dels seus pírcings genitals:
| «              | Crec que el pírcing genital sempre ha sigut popular: només es parla més obertament aquests dies, el que fa que sigui més acceptable per al corrent principal. La gent de totes les classes i professions els té (...) | » |
| — Chelsea Bunz | |   |

## Motivació
Igual que els pírcings en general, els pírcings genital solen fer-se per raons estètiques o com a expressió d'estil personal. A més, alguns (però no tots) tipus de pírcings genital augmenten la sensibilitat i proporcionen estimulació addicional durant el coit o estimulació sexual. Segons l'informe d'experts de l'Association of Professional Piercers (Associació de professionals del pírcing) d'Elayne Angel, pionera del pírcing, antiga membre de The Gauntlet i inventora de diversos pírcings genitals, com el fourchette i el lorum, els motius i preferències individuals són bastant diversos:
| «              | Molts adults estan interessats en el pírcing genital, però no estan segurs de quina de les moltes opcions volen triar. Ells volen saber quina és el «millor pírcing», però no hi ha resposta única sobre un «pírcing per a tot». Depèn de molts factors, desitjos i preferències altament individuals (sense portar l'anatomia individual a la discussió). Per a alguns clients, l'aspecte més important és que el pírcing li agradi a la seva parella. Altres tenen la prioritat d'augmentar la seva pròpia sensació d'alguna manera. Alguns volen que sigui molt visible, uns altres que es puguin guarir ràpidament, però uns altres volen un que tingui menys probabilitats de sagnar!. I així va. Haureu d'entrevistar cada client per determinar les motivacions i expectatives específiques dels pírcings genitals. Pregunteu sobre quins pírcings són més interessants i per què? L'«estimulació» o l'«estètica» són una motivació principal? La pròpia estimulació és més important per a qui té el pírcing, o qui té el pírcing desitja que la sensació sigui més per la seva parella? A més, hi ha més detalls específics per a la investigació, com si l'objectiu és obtenir una sensació creixent durant la penetració, o una estimulació millorada del clítoris. [...] | » |
| — Elayne Angel | |   |

### Raons estètiques
| Amb només una menor estimulació addicional, el pírcing Christina es fa principalment per raons estètiques |  | Amb només una menor estimulació addicional, el pírcing Christina es fa principalment per raons estètiques                   |
| Amb només una menor estimulació addicional, el pírcing Christina es fa principalment per raons estètiques |  | Més enllà de l'estètica, l'apadravya pot millorar l'estimulació sexual tant per a l'home que el porta com a la seva parella |

La motivació es pot restringir exclusivament al gust estètic. Com tots els altres tipus de pírcing, els pírcings genital són decoratius i poden fer més atractius a la gent que els porta:
| «             | Per a mi personalment, és pura estètica: m'agrada com es veu. Fins i tot si jo fos l'única persona que veiés el meu pírcing, m'agradaria de la mateixa manera que m'agradara tenir les ungles de les mans pintades, una cosa bonica per al meu propi plaer personal. | » |
| — Violet Fenn | |   |

### Cultura i estil de vida
En moltes cultures tradicionals, aquests pírcings es fan com un ritu de pas durant l'adolescència i, simbòlicament i literalment, marquen l'admissió al món adult i serveixen com a marcador d'identitat cultural. Similar a la circumcisió per motius religiosos, es pot considerar com una «purificació de la carn» i un signe corporal comú als membres de les mateixes creences. Aquests significats tradicionals de modificació del cos van ser ressuscitats en la societat occidental contemporània pels primitius moderns. Inspirats en els relats etnogràfics de les pràctiques tribals, aquesta subcultura va adoptar els pírcings genital com una qüestió d'individuació i espiritualitat.
No obstant això, per a la majoria de les persones que es fan pírcings genital en l'actualitat, preval el sentiment d'unicitat i de no-conformisme:
| «               | El meu pírcing VCH és una de les meves coses preferides sobre mi mateixa. Em fa sentir con una excèntrica una mica famosa caminant amb el meu pírcing secret. Em fa sentir única, dolenta i atractiva. | » |
| — Ray Gallagher | |   |

### Plaer i sensacions
A més, els pírcings genital poden millorar el plaer sexual durant la masturbació, els jocs previs i les relacions sexuals. Tot i que els pírcings genital femenins només donen plaer a les dones que els porten, els pírcings genital masculins poden millorar l'estimulació tant per a l'home que porta la joieria com a la seva parella, estimulant tant el gland del portador com la paret vaginal o l'anus de la parella penetrada.
A causa de la fisiologia genital, les dones aconsegueixen més plaer sexual, tant pels seus propis pírcings com pels pírcings genital de la seva parella.

#### Millora de l'estimulació per a la parella sexual

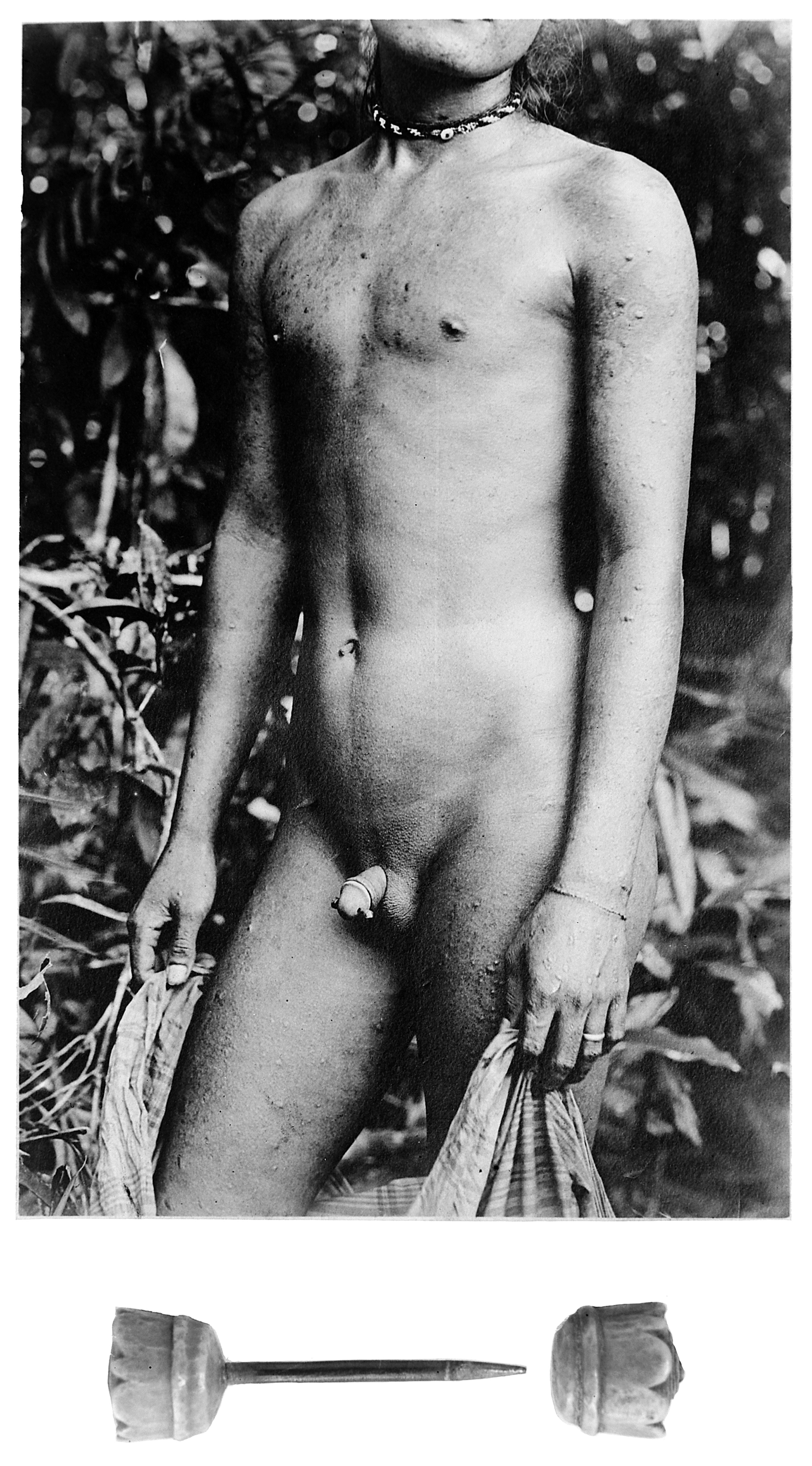
Fotografia d'un diak amb un pírcing ampallang (part superior). Vista detallada del barbell tradicional (part inferior)

Aquest efecte es relata, en particular, dels pírcings que travessen el gland del penis: els pírcings ampallang i apadravya. Les dones diak de Sarawak (Borneo), prefereixen els homes amb un ampallang, afirmant que les relacions sexuals sense ampallang serien «apagades»:
| « | Les dones diak tenen dret a insistir sobre l'ampallang, i si l'home no ho accepta pot ser motiu de separació. Diuen que el sexe sense aquest artefacte és com l'arròs simple; amb això és com l'arròs amb sal. | » |

En un altre relat de l'antropòleg Tom Harrisson, que va passar gran part de la seva vida a Borneo i va entrevistar als indígenes sobre el tradicional ampallang:
| « | […] la funció d'aquest dispositiu és, per sobre de tot, afegir plaer sexual a les dones estimulant i ampliant les parets internes de la vagina. És, en aquest cas, per experiència pròpia, decididament reeixida. | » |

#### Millora de l'estimulació per a la persona amb pírcing
Per als homes, els pírcings estimulen la sensible uretra sensible, ja sigui durant la masturbació o durant les relacions sexuals, augmentant la sensació. Els pírcings genital femenins que milloren el plaer són els pírcings que passen prop o travessen el clítoris, és a dir, els pírcings al clítoris o al prepuci clitorial.
En un estudi empíric de la University of South Alabama, els autors van informar una relació positiva entre els pírcings verticals al prepuci clitorial (HVP) i el desig, la freqüència de les relacions sexuals i l'excitació sexual. Tanmateix, això pot dependre de molts factors, com ara el plaer que pot provocar el pírcing i el plaer de l'individu.
El pírcing triangle es caracteritza per ser bastant agradable gràcies a l'estimulació de la part inferior del gland del clítoris, una àrea que normalment no és estimulada en absolut.

## Consideracions legals
La legislació varia segons el país. En molts països europeus, els menors d'edat han de portar un formulari de consentiment signat o anar acompanyat pel pare, la mare o un tutor legal. Fins i tot en països que no tenen lleis que regulen el pírcing genital en menors d'edat, es recomana que s'abstinguin de fer-lo, ja que el desenvolupament fisiològic encara no es complet en els menors.
La legislació catalana actual regula les condicions tècniques i sanitàries dels establiments que fan pírcings, tatuatges i micropigmentacions, així com la formació necessària dels professionals que s'hi dediquen. També estableix l'obligació del consentiment informat, un document que ha de signar tothom qui vulgui fer-se una d'aquestes tècniques, i que informa de la mena de pràctica a què s'ha de sotmetre, de les indicacions i contraindicacions que té, dels riscos sanitaris, de les possibles complicacions i de les cures necessàries per a la cicatrització. A més, les persones menors de 16 anys han de presentar un certificat de maduresa signat pel pare, la mare o el tutor legal.
Als Estats Units, es prohibeix fer pírcings genital a menors de 18 anys.

## Possibles riscos per a la salut
Com els altres pírcings, la higiene inadequada durant el procés de perforació comporta el risc de transmetre malalties a la sang, i durant el procés de cicatrització es pot produir una infecció.
Alguns metges creuen que els pírcings genital masculins augmenten el risc de transmissió de malalties de transmissió sexual (MTS), fent que les barreres sexuals (preservatius) siguin menys efectives. La majoria dels professionals del pírcing i de l'art del cos creuen que aquests riscos són exagerats o no existeixen. En dues enquestes, el 5% -18% d'homes amb pírcings genital van informar de problemes no especificats amb condons, tot i que no és clar quants d'aquests homes utilitzen condons regularment. No hi ha evidència concloent que els usuaris de pírcings genital tenen més probabilitats de contraure infeccions de transmissió sexual (ITS).

## Cures posteriors
El temps per cicatritzar completament una perforació genital varia molt, depenent del lloc de la perforació i de les característiques individuals: pot passar des d'una setmana fins a sis mesos.
Fins que estigui ben curat, s'ha de tenir molta cura per evitar possibles causes d'infecció, com ara la neteja adequada diàriament. Les persones amb perforacions recents han d'abstenir-se de l'activitat sexual durant els primers dies i també han d'utilitzar barreres de protecció física, com ara condons, fins que la perforació estigui completament cicatritzada.

## Tipus de pírcings genital

### Pírcings genital masculins
Els possibles llocs per a pírcings genital masculins inclouen el gland, el prepuci, l'escrot i el perineu.

#### Gland del penis
Els pírcings a través del gland del penis inclouen l'ampallang, que passa horitzontalment, i l'apadravya, que passa verticalment a través del gland. El pírcing Prince Albert es troba al costat dorsal del penis, mentre que pírcing Prince Albert invertit penetra travessant el costat ventral del gland. El dydoe passa per la vora de la corona del gland. Amb l'excepció del dydoe, tots aquests pírcings tradicionals passen per la uretra. Això és preferible perquè el temps de curació i la incidència de la infecció es redueixen pel flux de l'orina esterilitzadora.

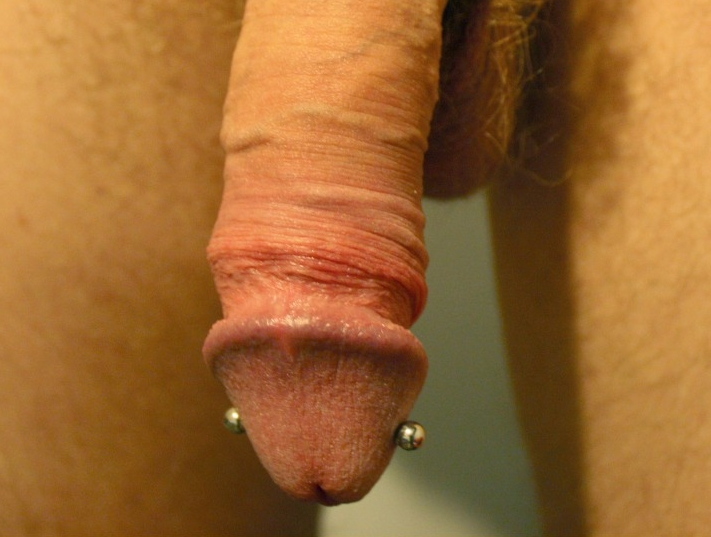
Ampallang
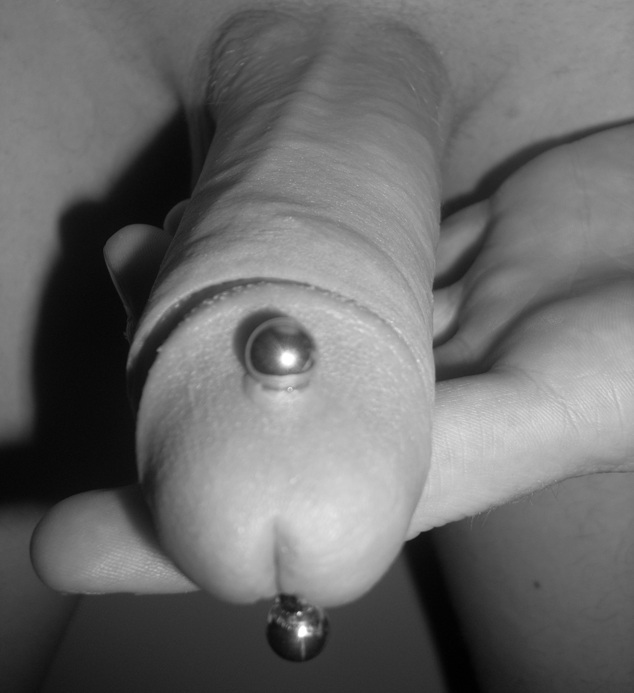
Apadravya
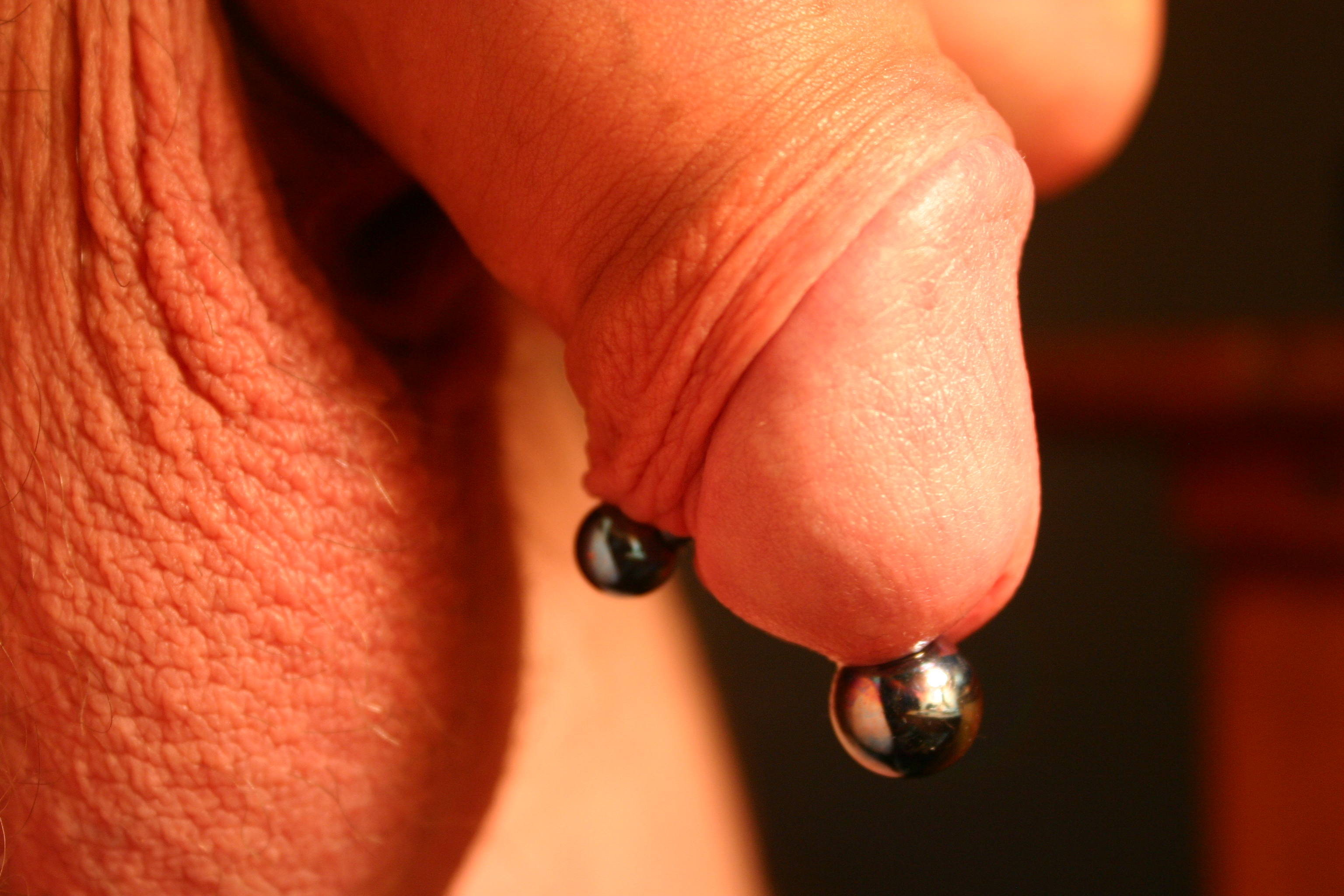
Prince Albert
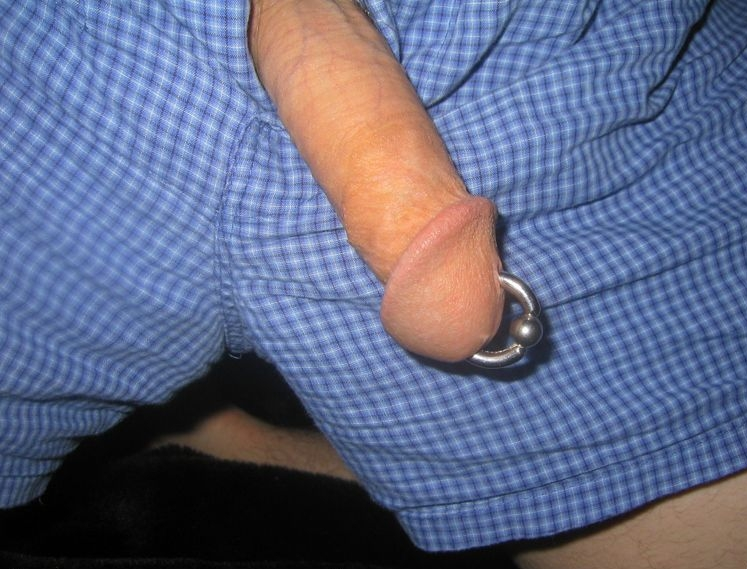
Prince Albert invertit
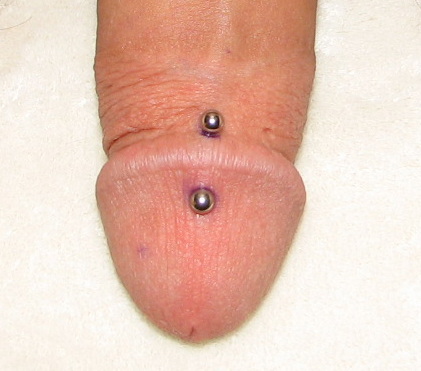
Dydoe

Aquests pírcings proporcionen un increment de l'estimulació a l'home durant la relació sexual (a qui té el pírcing), així com a la parella. Els pírcings al prepuci i al gland són els pírcings genital amb l'evidència històrica més documentada.

#### Prepuci, escrot i perineu
El pírcing al prepuci traspassa el prepuci del penis pel costat dorsal, ventral o lateral. Només es pot aplicar si l'home no està circumcidat. El pírcing al fre prepucial passa pel fre del prepuci, un petit pont de pell que connecta el gland amb la pell de l'eix del penis. Sovint, aquesta part anatòmica no es troba en els homes circumcidats. El pírcing Hafada es fa a la pell de l'escrot. Com a versió intermèdia entre el pírcing al fre prepucial i el pírcing Hafada, el pírcing Lorum (part baixa del fre del prepuci) es troba al punt on es connecten el penis i l'escrot. El pírcing guiche és un pírcing al perineu.
Aquests pírcings tenen un paper menor a l'hora d'augmentar l'estimulació i, més o menys, només serveixen com a propòsit decoratiu.

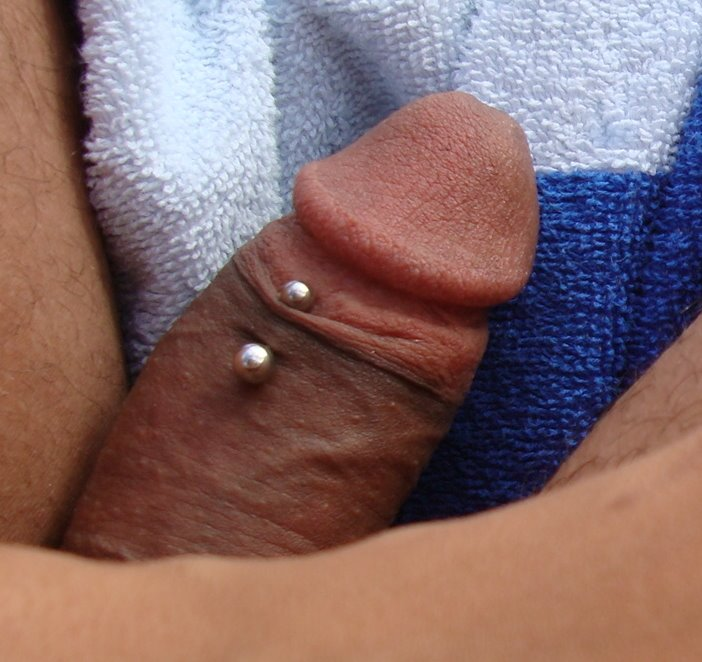
Pírcing al prepuci
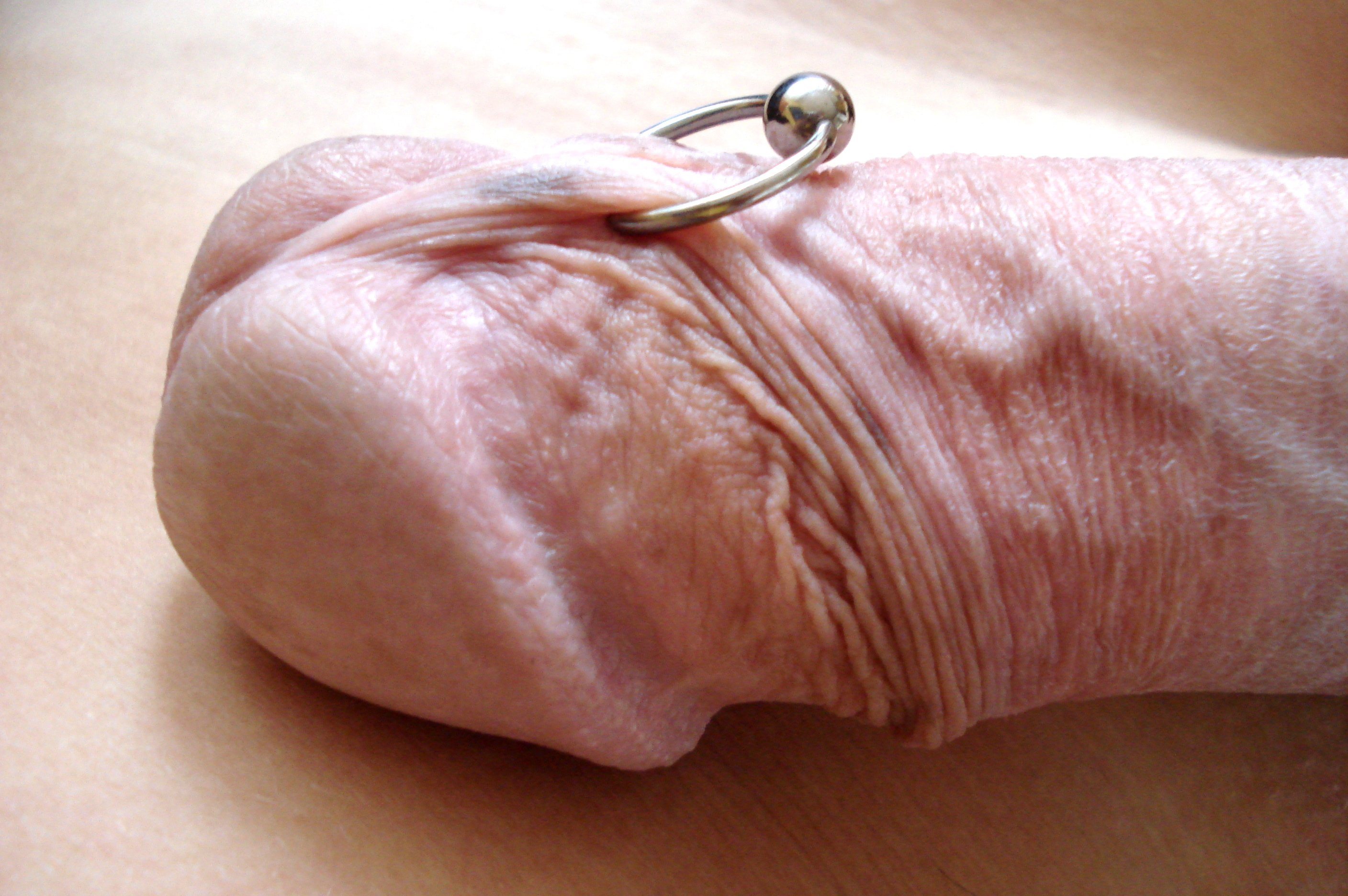
Pírcing al fre prepucial
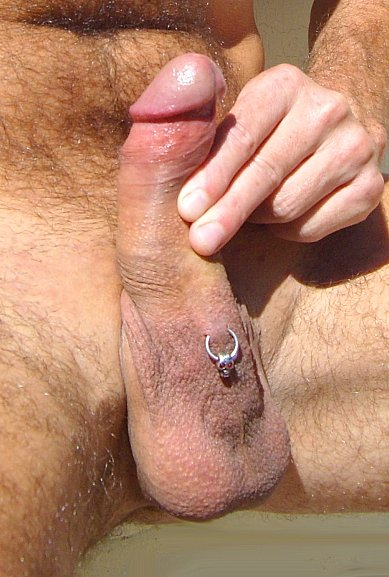
Pírcing Lorum
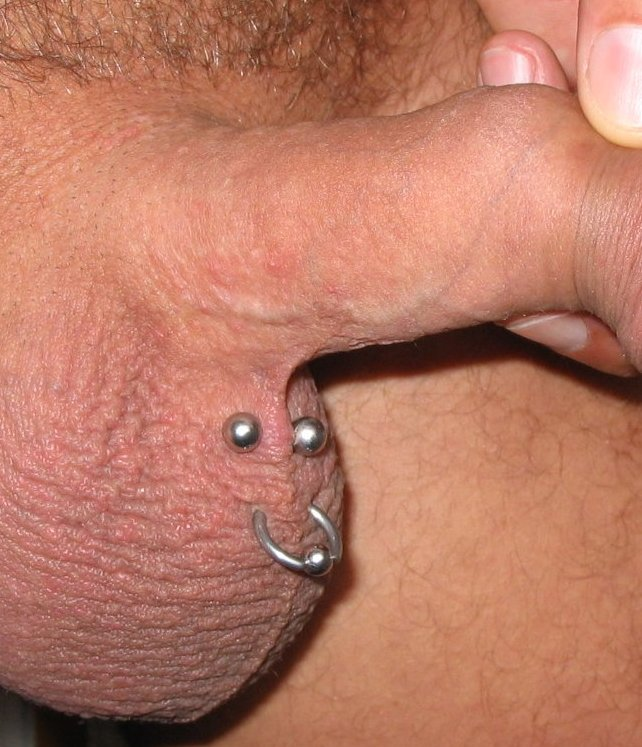
Pírcing Hafada
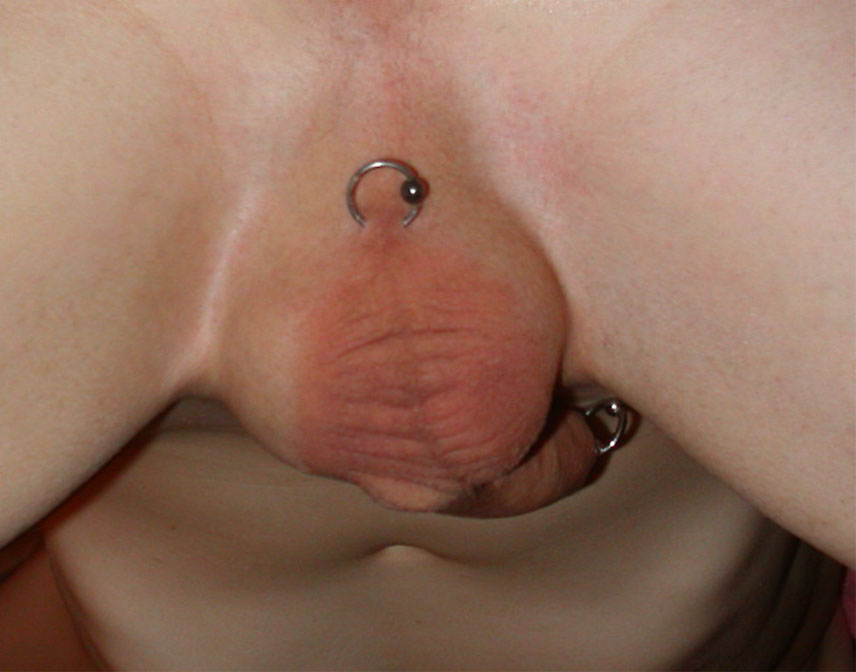
Pírcing guiche

### Pírcings genital femenins
En les dones existeixen diverses parts anatòmiques que poden ser adequades per a pírcings. Aquestes inclouen el mont de Venus, el clítoris (inclòs el prepuci del clítoris), els llavis (majors i menors) i el vestíbul de la vulva (que és l'àrea que envolta l'obertura vaginal).

#### Clítoris i prepuci del clítoris
Els gland del clítoris pot ser perforat. Atès que en molts casos aquesta part anatòmica és massa petita, aquesta perforació és poc freqüent. Per contra, la perforació del prepuci del clítoris és la perforació genital més freqüent per a les persones amb cos femení. Es pot aplicar horitzontalment i verticalment. El pírcing profund al prepuci clitorial és una variació del pírcing del prepuci clitorial que traspassa més a través del prepuci del clítoris. El pírcing Isabella passa verticalment a través de l'eix del clítoris i és bastant complicat de perforar.

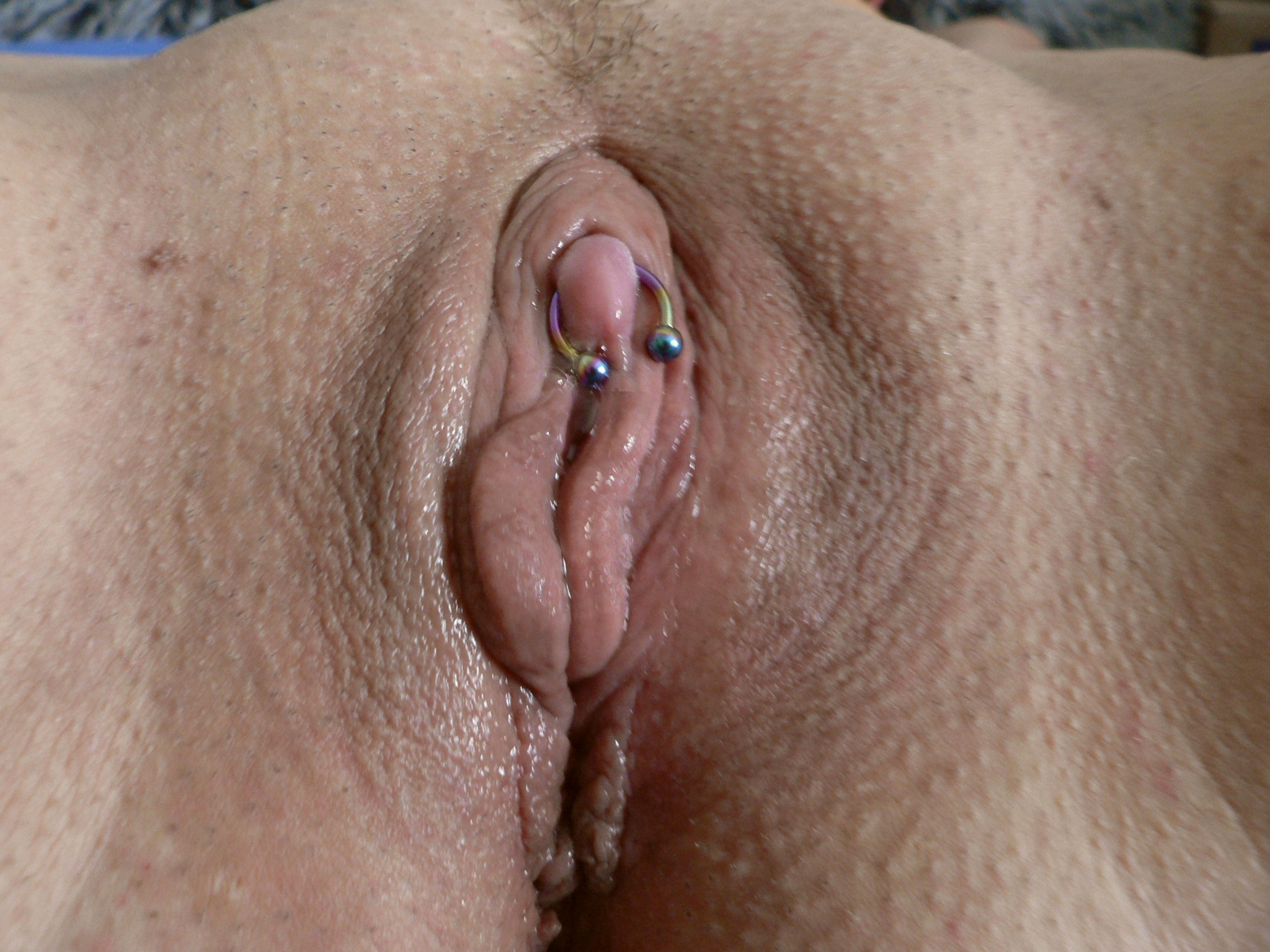
Pírcing al clítoris
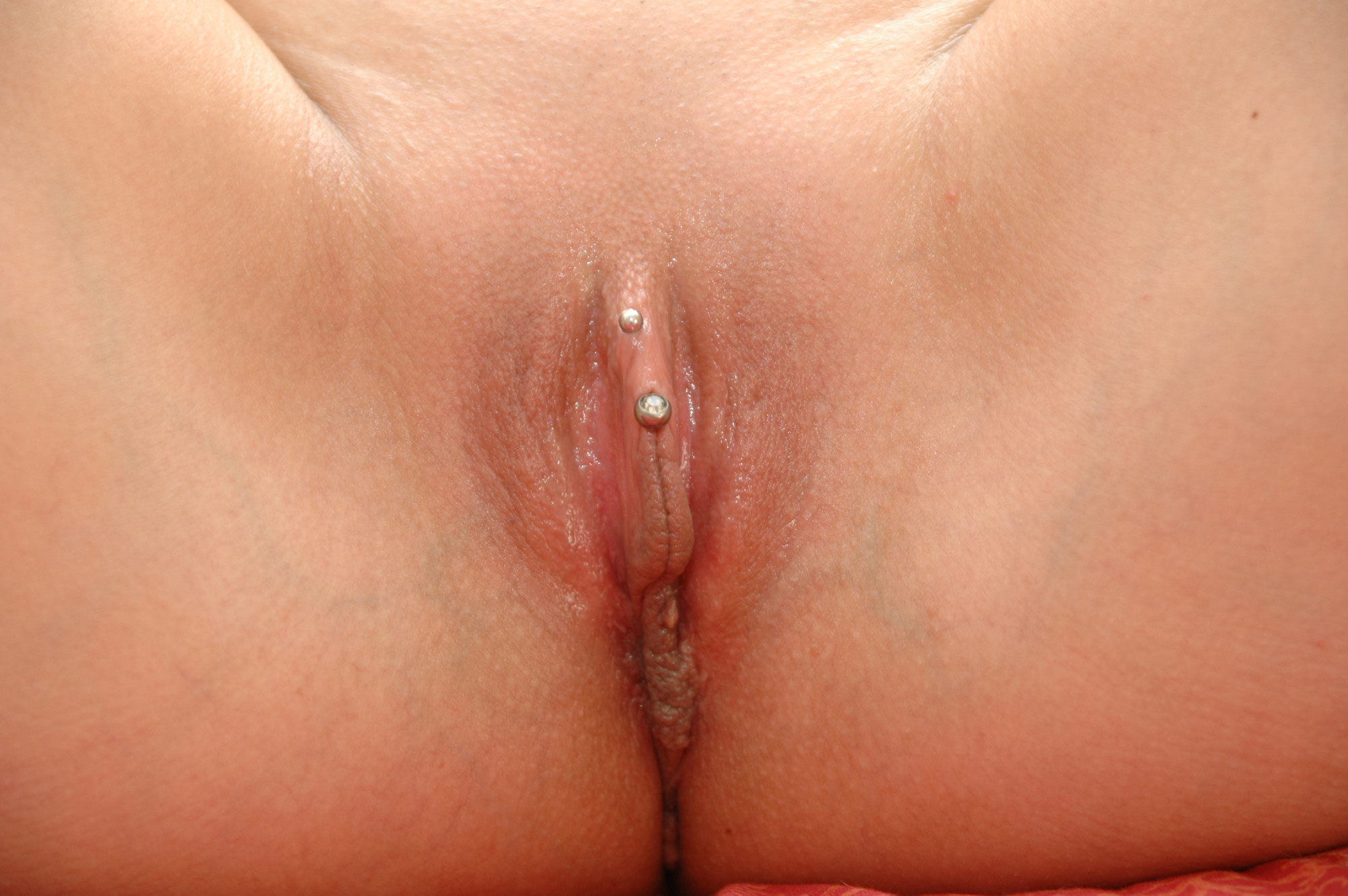
Pírcing vertical al prepuci clitorial (VCH)
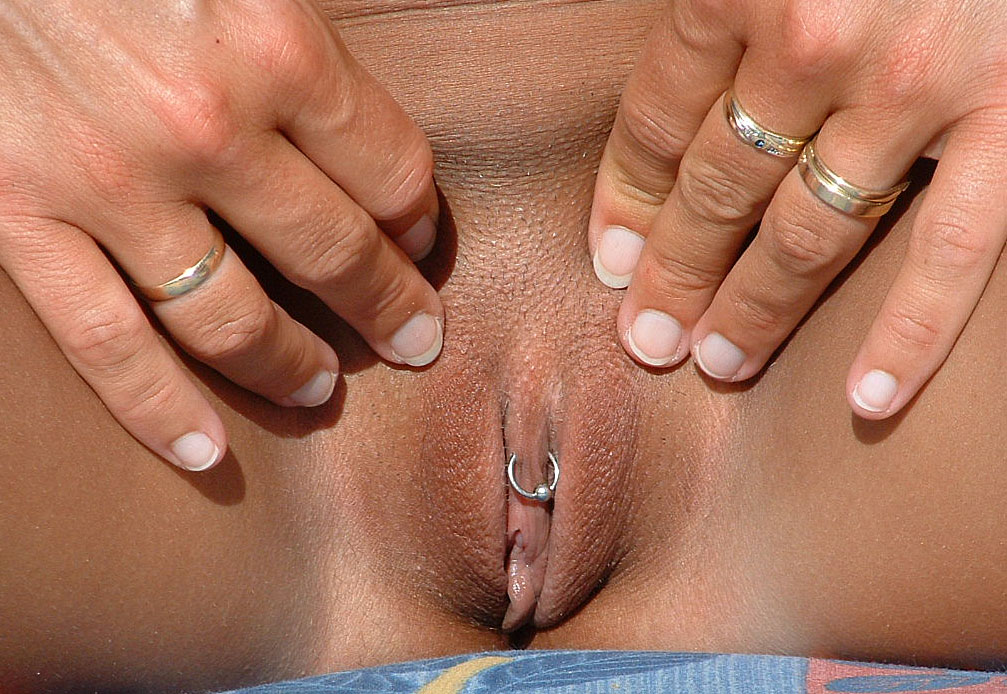
Pírcing horitzontal al prepuci clitorial (HCH)
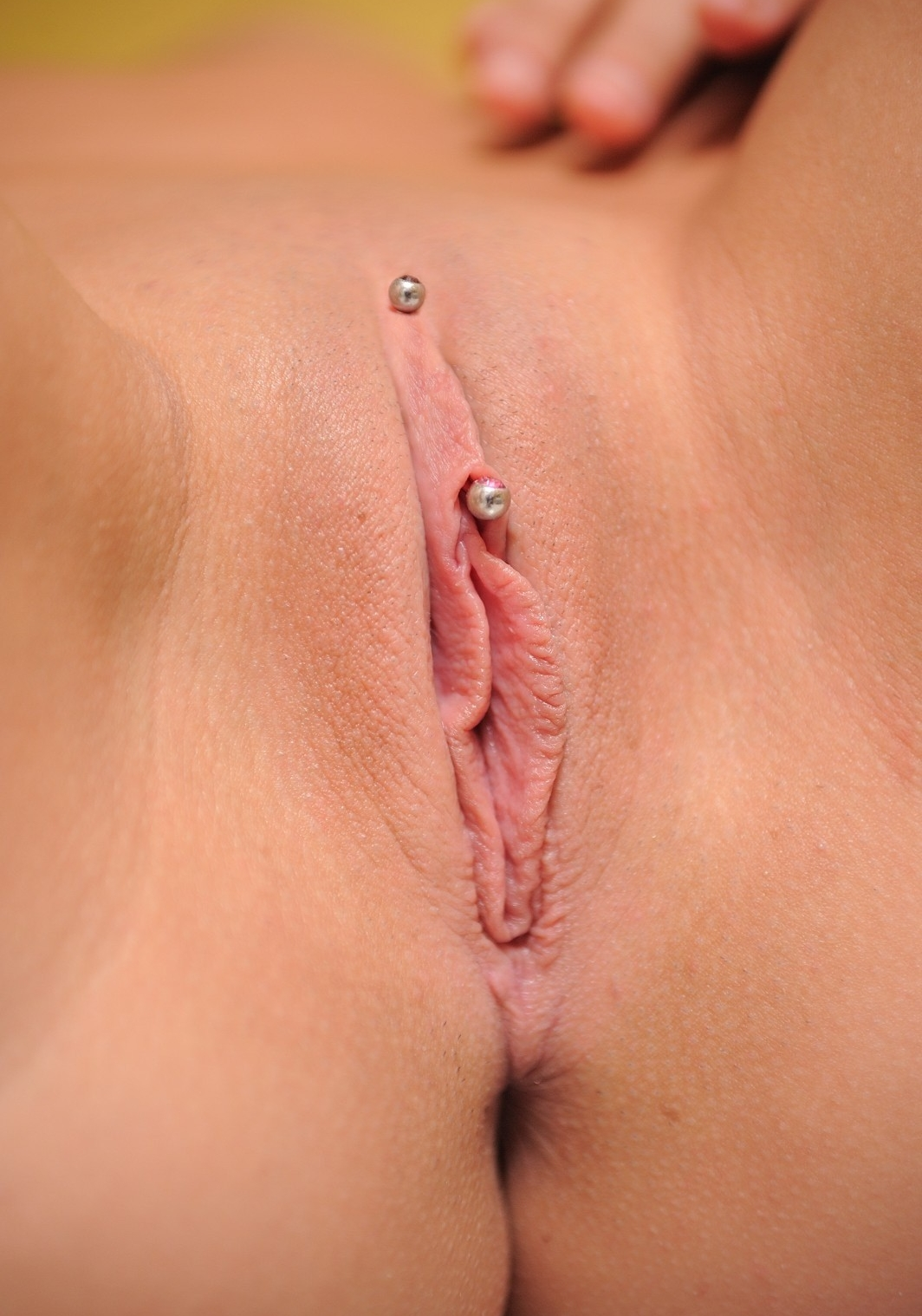
Pírcing profund al prepuci clitorial
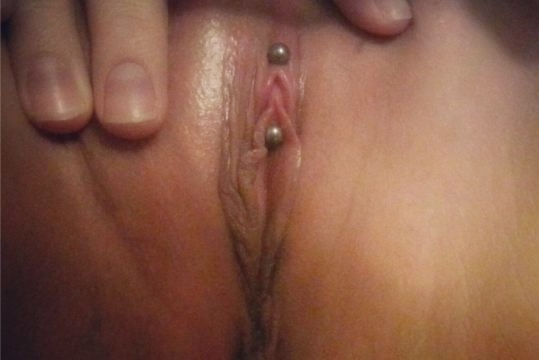
Pírcing Isabella

#### Llavi i vestíbul de la vulva
El pírcing labial es pot aplicar al llavis majors (extern) o als llavis menors (intern). El pírcing triangle es troba a l'extrem ventral del llavis majors, en el punt de transició entre el llavi i el prepuci del clítoris; es fa horitzontalment, en part inferior de l'eix del clítoris. El pírcing Fourchette es fa a través de la vora dorsal del vestíbul de la vulva. Una versió menys comuna del pírcing Fourchette és el pírcing Suitcase, que es pot considerar com una Fourchette profunda (entra al perineu). També és poc habitual el pírcing Princess Albertina, la versió femenina del pírcing Prince Albert, que passa per la paret dorsal de la uretra.

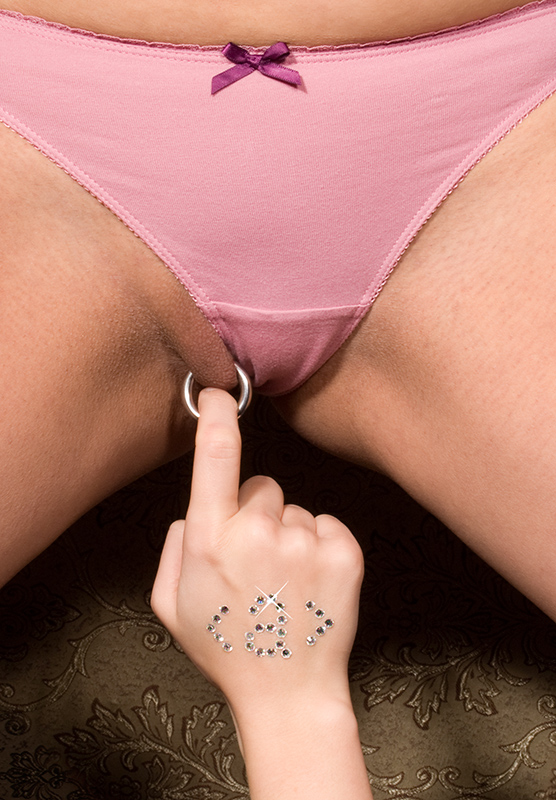
Pírcing labial (extern)
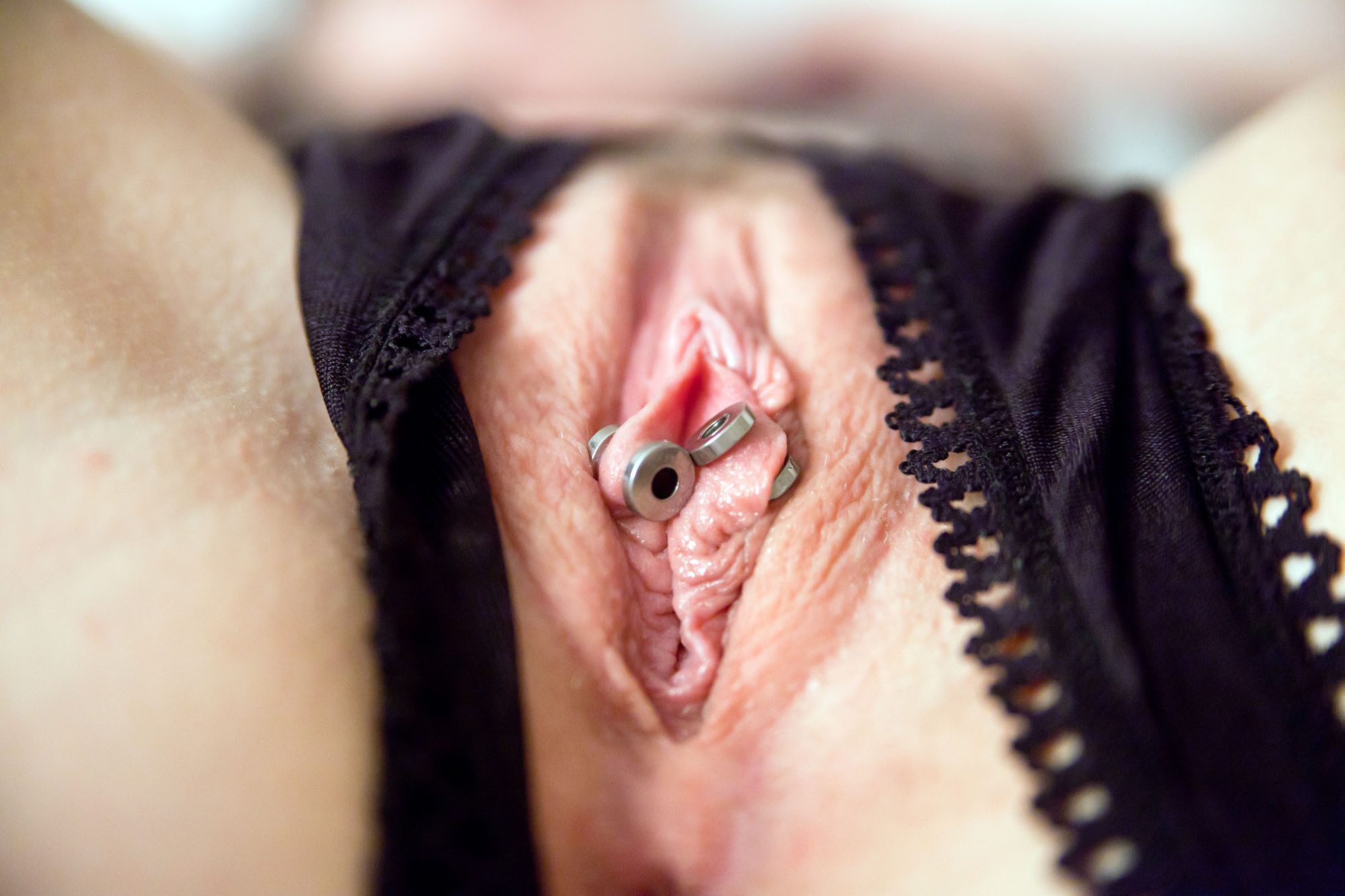
Pírcing labial (intern)
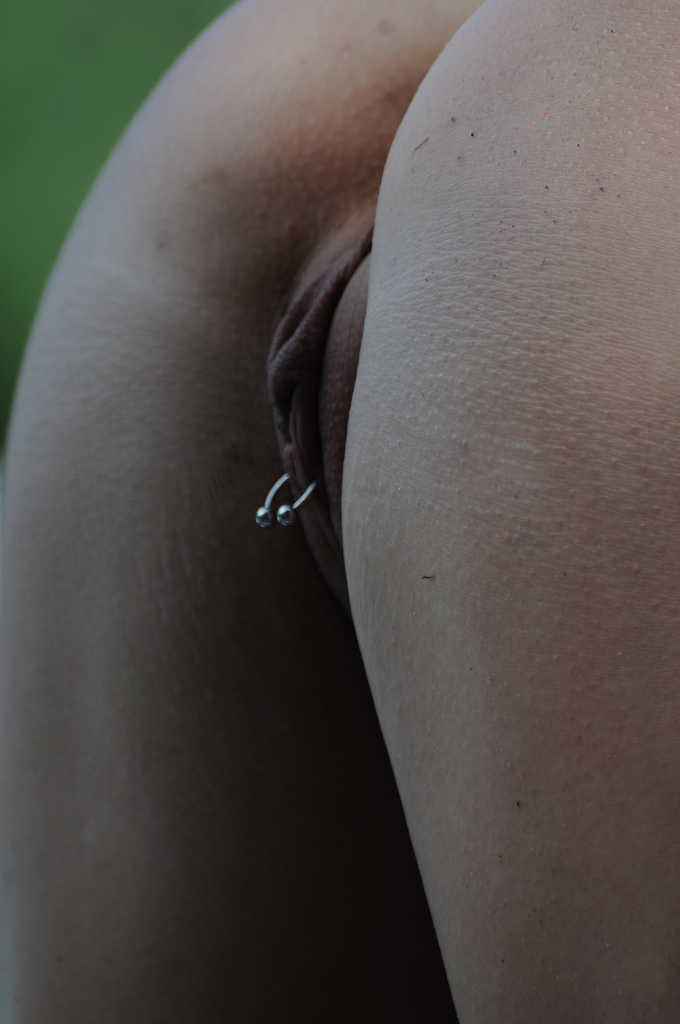
Pírcing triangle
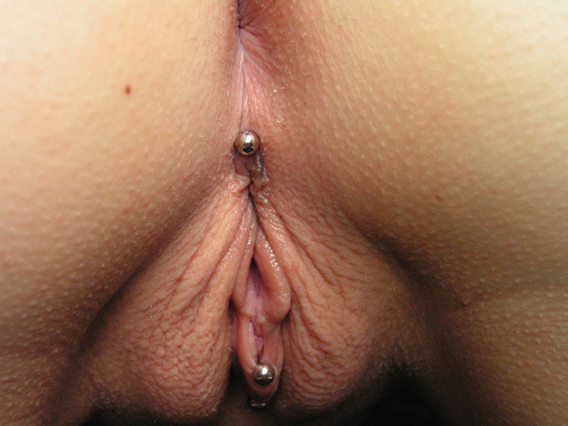
Pírcing Fourchette
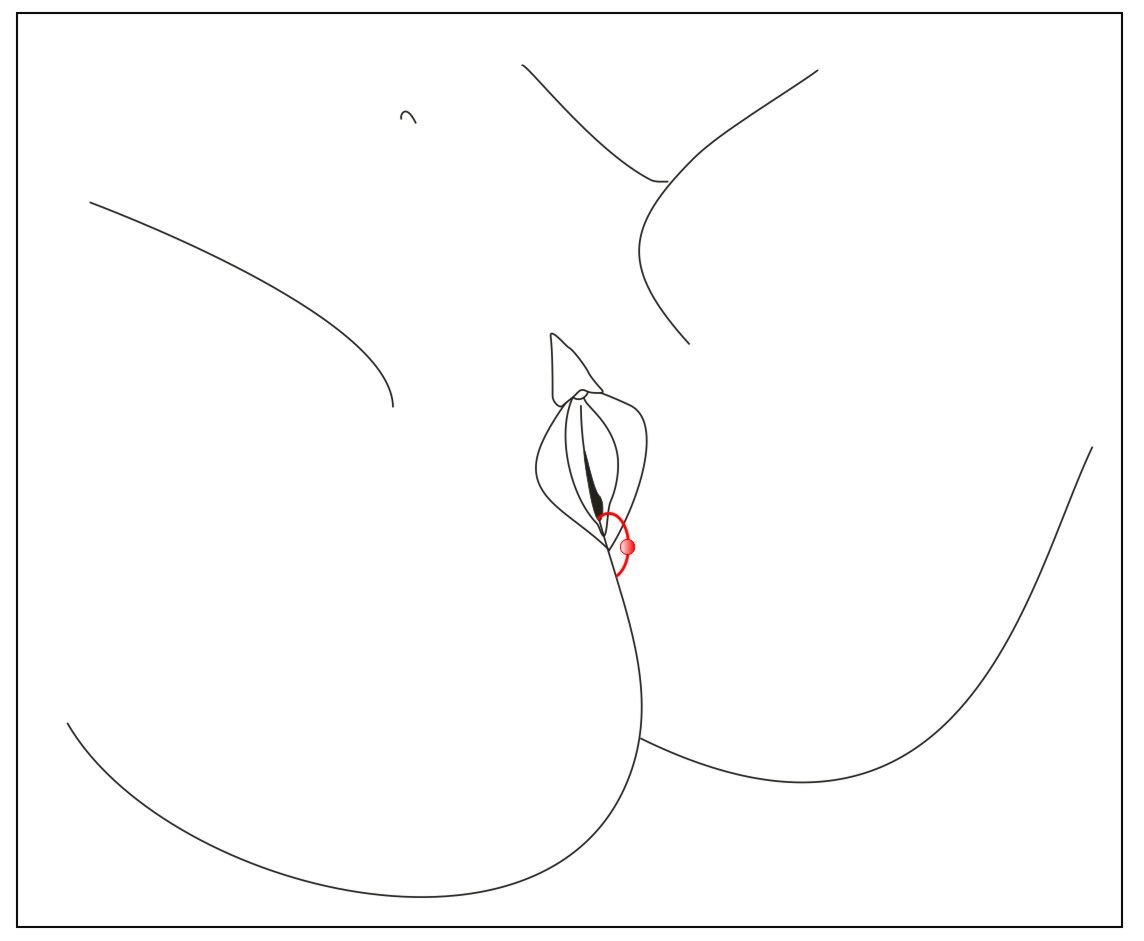
Pírcing Suitcase
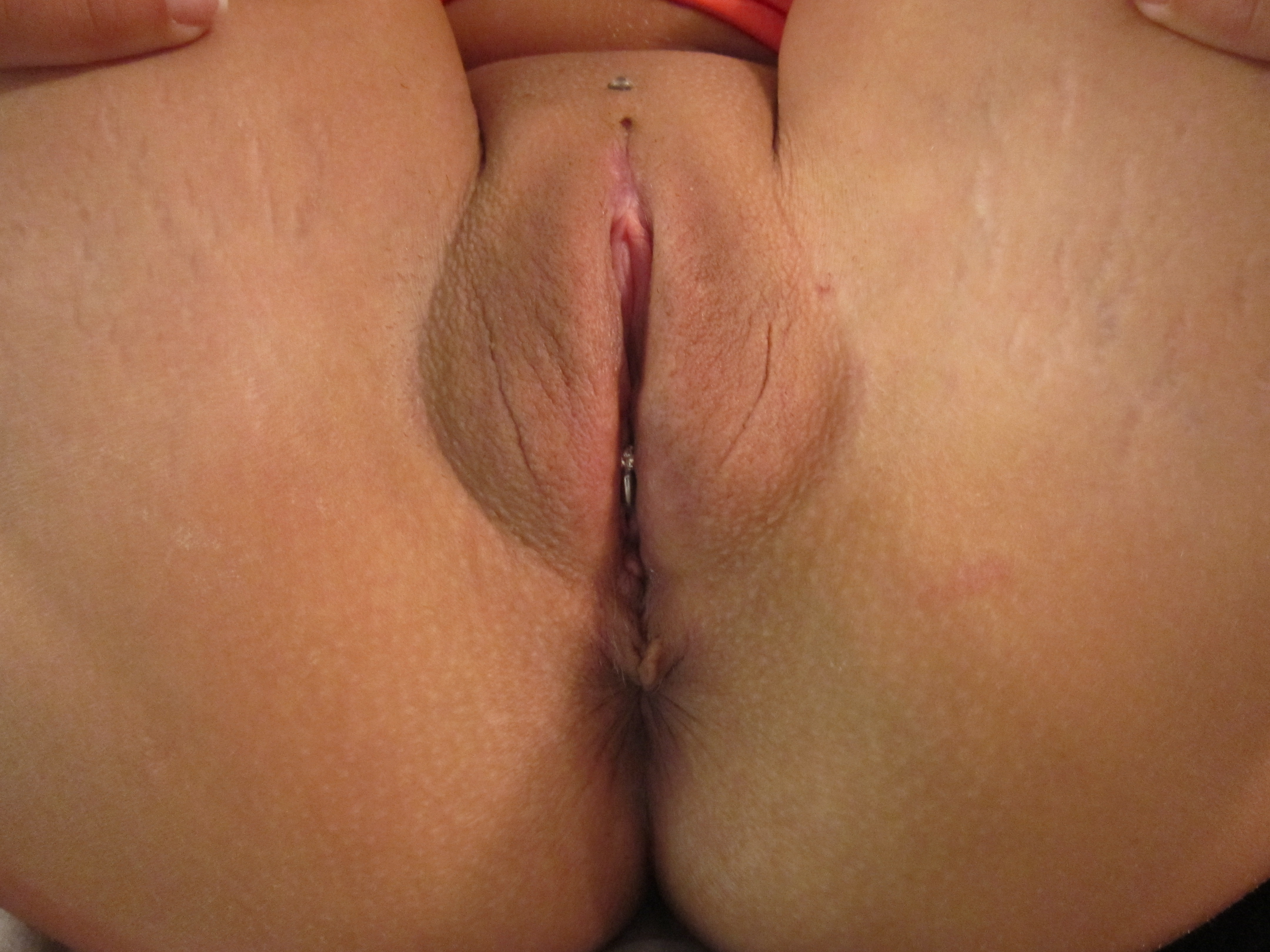
Pírcing Princess Albertina

#### Mont de Venus
El pírcing Christina és un pírcing superficial, situat a la part inferior del pubis on es troben els llavis majors. És similar al pírcing Nefertiti, que es pot veure com una combinació entre el clàssic pírcing vertical al prepuci clitorial (VCH) i el pírcing Christina.

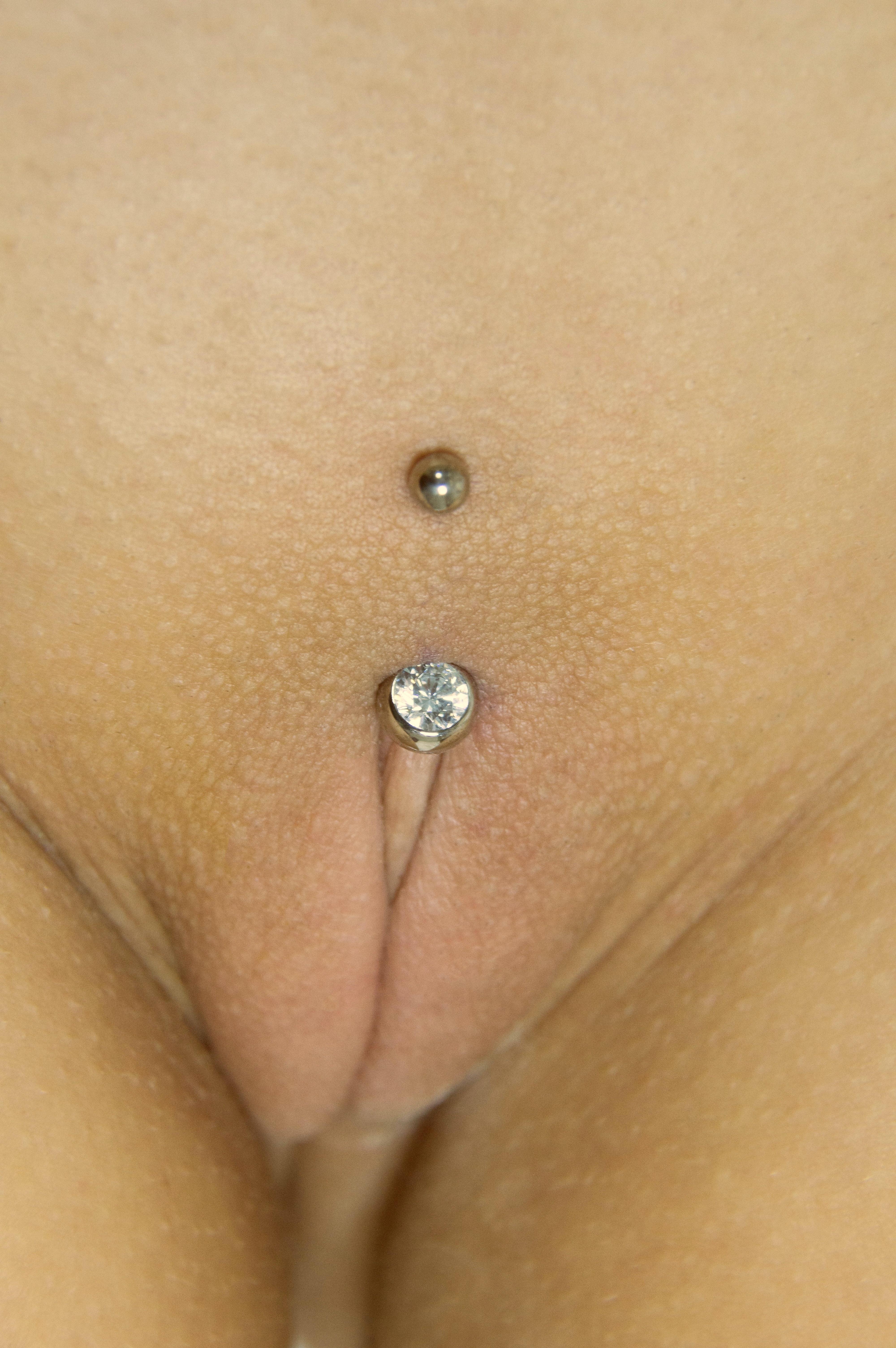
Pírcing Christina
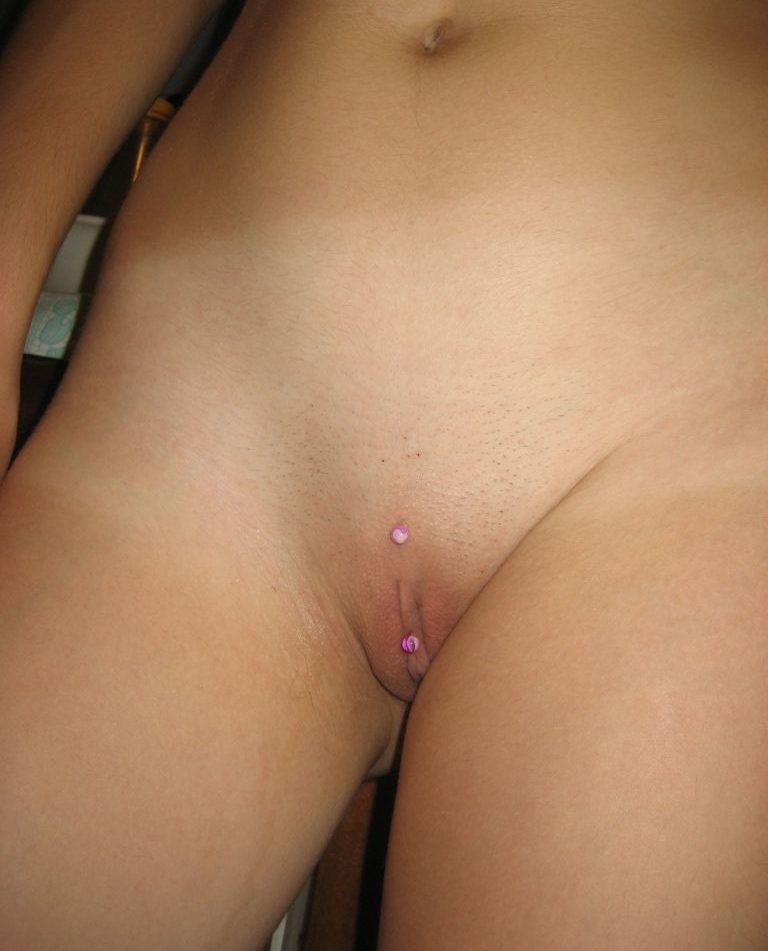
Pírcing Nefertiti

### Pírcings genital unisex
Els pírcings que no impliquen perforació de genitals però que per convenció s'inclouen dins del grup de pírcings genital, poden ser usats per ambdós sexes. Aquests inclouen el pírcing púbic, que es troba per sobre del penis en homes i del mont de Venus en dones (comparable amb el pírcing Christina, però horitzontalment). El pírcing guiche passa horitzontalment a través del perineu, mentre que el pírcing anal passa per l'anus.

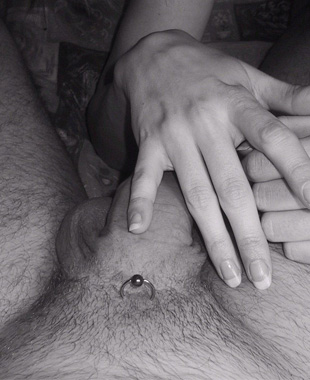
Pírcing púbic
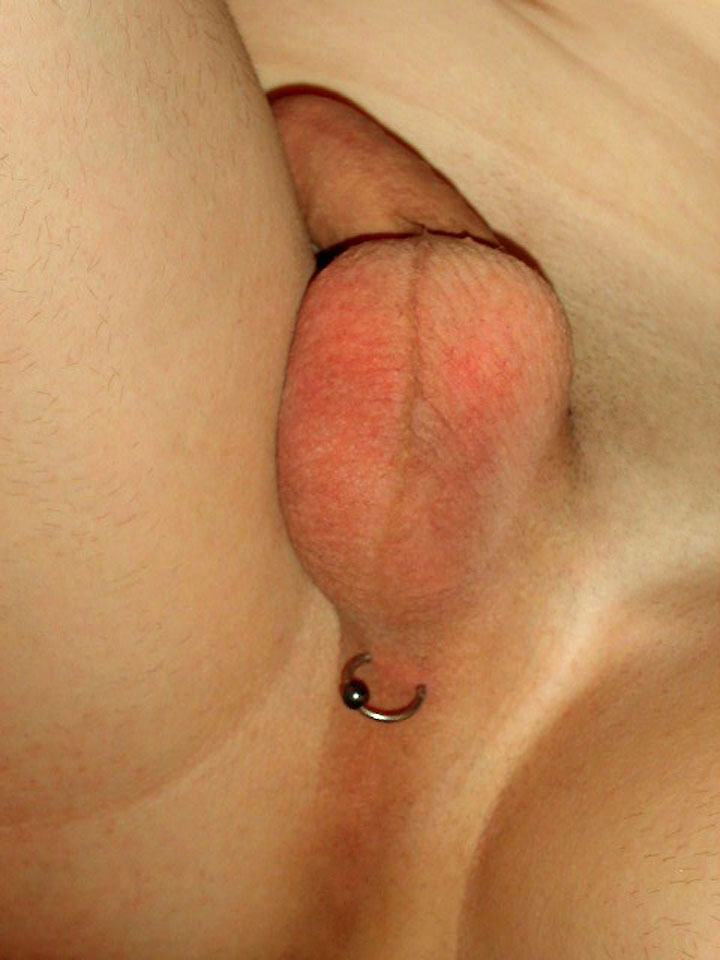
Pírcing guiche
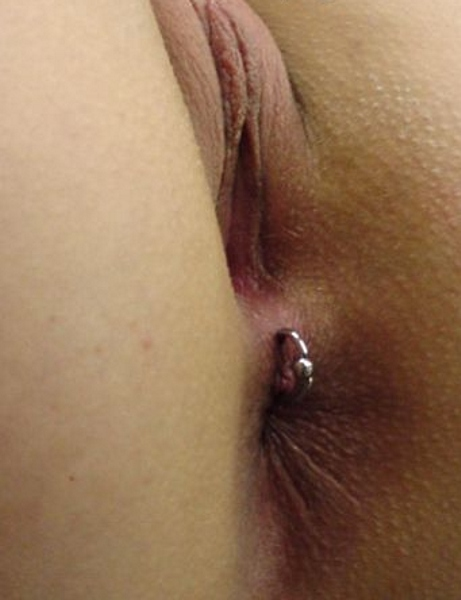
Pírcing anal